# Alfántega
Alfántega es un municipio y localidad española de la provincia de Huesca, en la comunidad autónoma de Aragón. El término municipal, ubicado en la comarca del Cinca Medio, tiene una población de 129 habitantes (INE 2024).

## Historia
Hacia mediados del siglo XIX, el lugar tenía contabilizada una población de 110 habitantes. La localidad aparece descrita en el primer volumen del Diccionario geográfico-estadístico-histórico de España y sus posesiones de Ultramar de Pascual Madoz de la siguiente manera:

ALFANTEGA: l. con ayunt. de la prov. de Huesca (10 leg.); part. jud. de Fraga (6): adm. de rent. de Monzon (2): aud. terr. y c. g. de Zaragoza (14): dióc. de Lérida (1): sit. á la márg. izq. del r. Cinca, en la pendiente de un cerro: le baten principalmente los vientos del N. y E., y su clima es saludable, si bien se padecen algunas calenturas intermitentes. Forman la pobl. 40 casas de regular fáb.; una de ayunt. en la que está la cárcel, y una igl. parr. bajo la advocacion de Sta. Magdalena, servida por un cura, dos beneficiados de patronato particular, y un sacristan que hace de campanero nombrado por aquel: el curato es de primer ascenso, y su provision corresponde á S. M. ó al diocesano segun los meses en que vaca, mediando oposicion en concurso general: fuera del pueblo y en parage ventilado está el cementerio; y ademas hay una fuente de aguas potables. El térm. confina por el N. con el de Pueyo de Moros (1/2 leg.): por el E. con el de Binaced (1/2): por el S. con huerta de Binaced (1/2); y por el O. con el r. mencionado arriba (1/4). El terreno es de mediana calidad, llano en general y muy propio para toda clase, de simientes, y para el plantío de viñedo y olivar: el monte, carece de bosques arbolados; pero cria el coscojo, romero y otras matas, y arbustos que dan leña suficiente para el combustible, y buenas verbas de pasto. El r. Cinca pasa tocando casi al pié del pueblo; de sus aguas se sirven los vec. para sus usos domésticos, abrevadero de las bestias y riego de las tierras. Caminos: cruza el l. el que conduce de Fraga á Monzon; los demas son locales, todos en regular estado: correspondencia: se recibe de Monzon por medio de balijero los lúnes, juéves y sábados, y sale en los mismos dias y en igual forma para el espresado punto. Prod.: trigo, cebada, centeno, avena, vino, aceito, soda, cáñamo, lino, legumbres, hortalizas y frutas; cria ganado lanar y pesca de truchas, anguilas y barbos en el r.: ind.: la de un molino de aceite con dos prensas de romana, y 4 telares de lienzos ordinarios. Pobl.: 36 vec.: 10 de catastro: 110 alm.: contr. 3,188 rs. 18 mrs. vn.
(Madoz, 1845, pp. 532-533)

## Demografía
Cuenta con una población de 129 habitantes (INE 2024).
| Gráfica de evolución demográfica de Alfántega entre 1842 y 2021 |
| |
| Población de derecho según los censos de población del INE Población de hecho según los censos de población del INEEntre el censo de 1857 y el anterior, este municipio desaparece porque se integra en el municipio 22193 (Pueyo de Santa Cruz) Entre el censo de 1940 y el anterior, aparece este municipio porque se segrega del municipio 22193 (Pueyo de Santa Cruz) |

## Administración y política
| Período   | Alcalde                  | Partido |  |
| --------- | ------------------------ | ------- |  |
| 1979-1983 | Luis Fumanal Espier      | UCD     |  |
| 1983-1987 |                          |         |  |
| 1987-1991 |                          |         |  |
| 1991-1995 |                          |         |  |
| 1995-1999 |                          |         |  |
| 1999-2003 |                          |         |  |
| 2003-2007 |                          | PP      |  |
| 2007-2011 | Luis Fumanal Espier      | PAR     |  |
| 2011-2015 | Luis Fumanal Espier      | PAR     |  |
| 2015-2019 | José María Civiac Moreno | PAR     |  |

| Partido político    | Partido político                                   | 2003   | 2007   | 2011   | 2015   |
| Partido político    | Partido político                                   | Ediles | Ediles | Ediles | Ediles |
|                     | Partido Aragonés (PAR)                             | —      | 3      | 4      | 3      |
|                     | Partido de los Socialistas de Aragón (PSOE-Aragón) | —      | 1      | 1      | 2      |
|                     | Partido Popular de Aragón (PP)                     | 5      | 1      | —      | —      |
| Total de concejales | Total de concejales                                | 5      | 5      | 5      | 5      |

## Economía

### Evolución de la deuda viva municipal
| Gráfica de evolución de Deuda viva del Ayuntamiento de Alfántega entre 2008 y 2019                                |
| |
| Deuda viva del Ayuntamiento de Alfántega en miles de Euros según datos del Ministerio de Hacienda y Ad. Públicas. |

## Patrimonio
En la localidad hay una iglesia bajo la advocación de Santa Magdalena.